# Leucophellinus hobsonii
Leucophellinus hobsonii är en svampart som först beskrevs av Berk. ex Cooke, och fick sitt nu gällande namn av Leif Ryvarden 1988. Leucophellinus hobsonii ingår i släktet Leucophellinus och familjen Schizoporaceae.   Inga underarter finns listade i Catalogue of Life.